# Ted Juniper
Edward Juniper (sinh ngày 3 tháng 12 năm 1901, ngày mất không rõ) là một cầu thủ bóng đá thi đấu ở Football League cho Clapton Orient. Ông sinh ra ở Shadwell, Anh.